# Pterostenella plumatilis
Pterostenella plumatilis är en korallart som beskrevs av Milne Edwards 1857. Pterostenella plumatilis ingår i släktet Pterostenella och familjen Primnoidae. Inga underarter finns listade i Catalogue of Life.